# Legacy of Dorn: Herald of Oblivion
Legacy of Dorn: Herald of Oblivion est un jeu vidéo de type fiction interactive et RPG développé et édité par Tin Man Games, sorti en 2015 sur Windows, Mac, Linux et iOS.

## Accueil
- Pocket Gamer : 8/10[1]
- TouchArcade : 4/5[2]